# 9719 Yakage
9719 Yakage este un asteroid din centura principală de asteroizi.

## Descriere
9719 Yakage este un asteroid din centura principală de asteroizi. A fost descoperit pe 18 februarie 1977 la Kiso de Hiroki Kosai și Kiichiro Hurukawa. El prezintă o orbită caracterizată de o semiaxă mare de 2,77 ua, o excentricitate de 0,04 și o înclinație de 5,1° în raport cu ecliptica.